# Apple Store

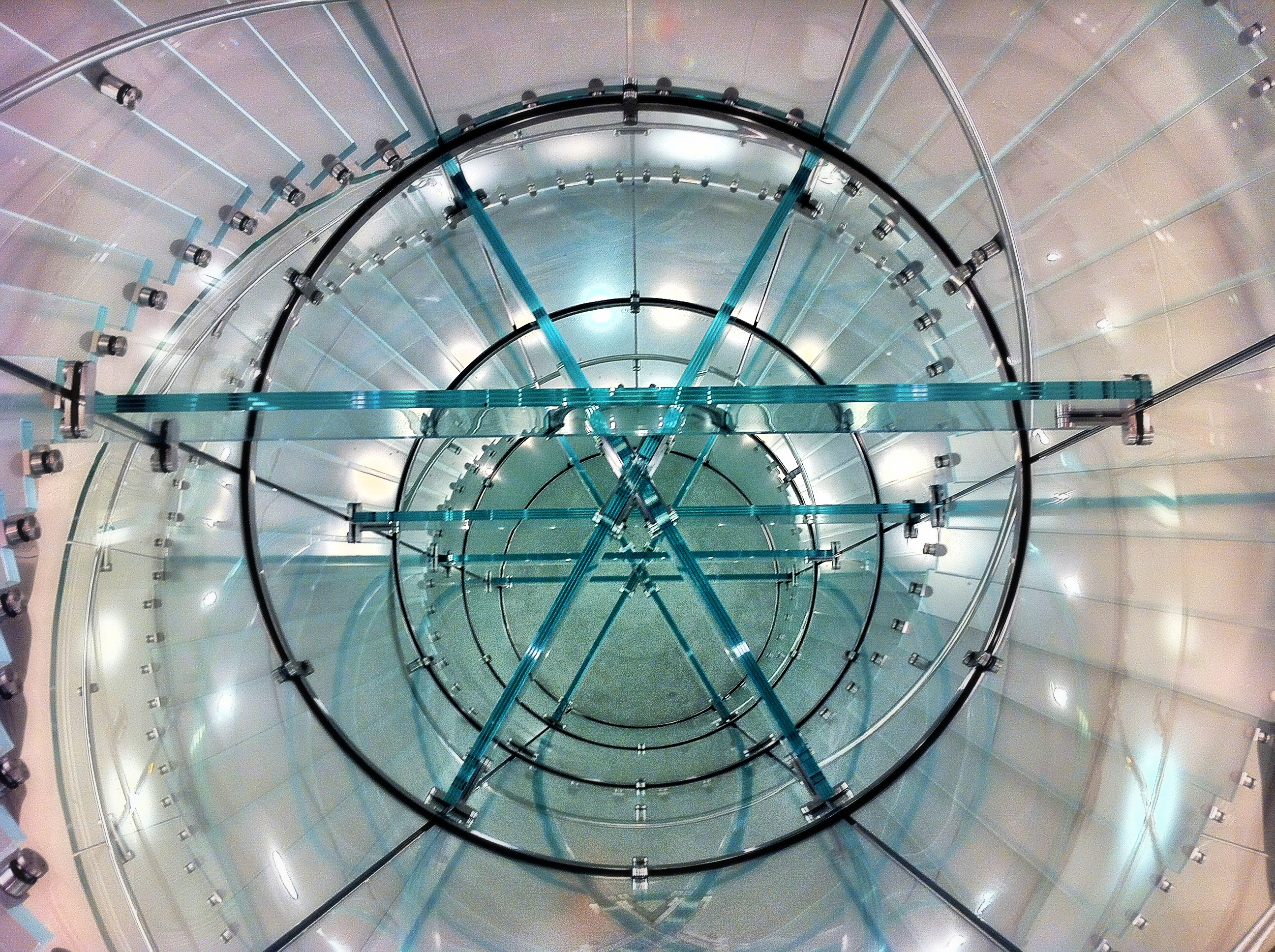
Apple Store у місті Бостон, США.

Apple Store — мережа фірмових крамниць від корпорації Apple. В крамницях Apple Store здійснюють продаж продуктів Apple, в тому числі: комп'ютери Macintosh, ґаджети iPad, iPod, iPhone, різноманітні аксесуари та програмне забезпечення. В Apple Store можна отримати безплатну консультацію в форматі Genius Bar. Станом на початок січня 2016 року Apple мала 473 крамниці в 18 країнах світу.
В серпні 2024 році корпорація Apple прийняла рішення щодо роздподілу підрозділу App Store на дві частини: одна частина співробітників продовжить керувати магазином додатків у колишньому вигляді, а друга займеться проєктом альтернативних майданчиків, які почали відкриватися в Євросоюзі.

## Країни / Регіони з Apple Stores

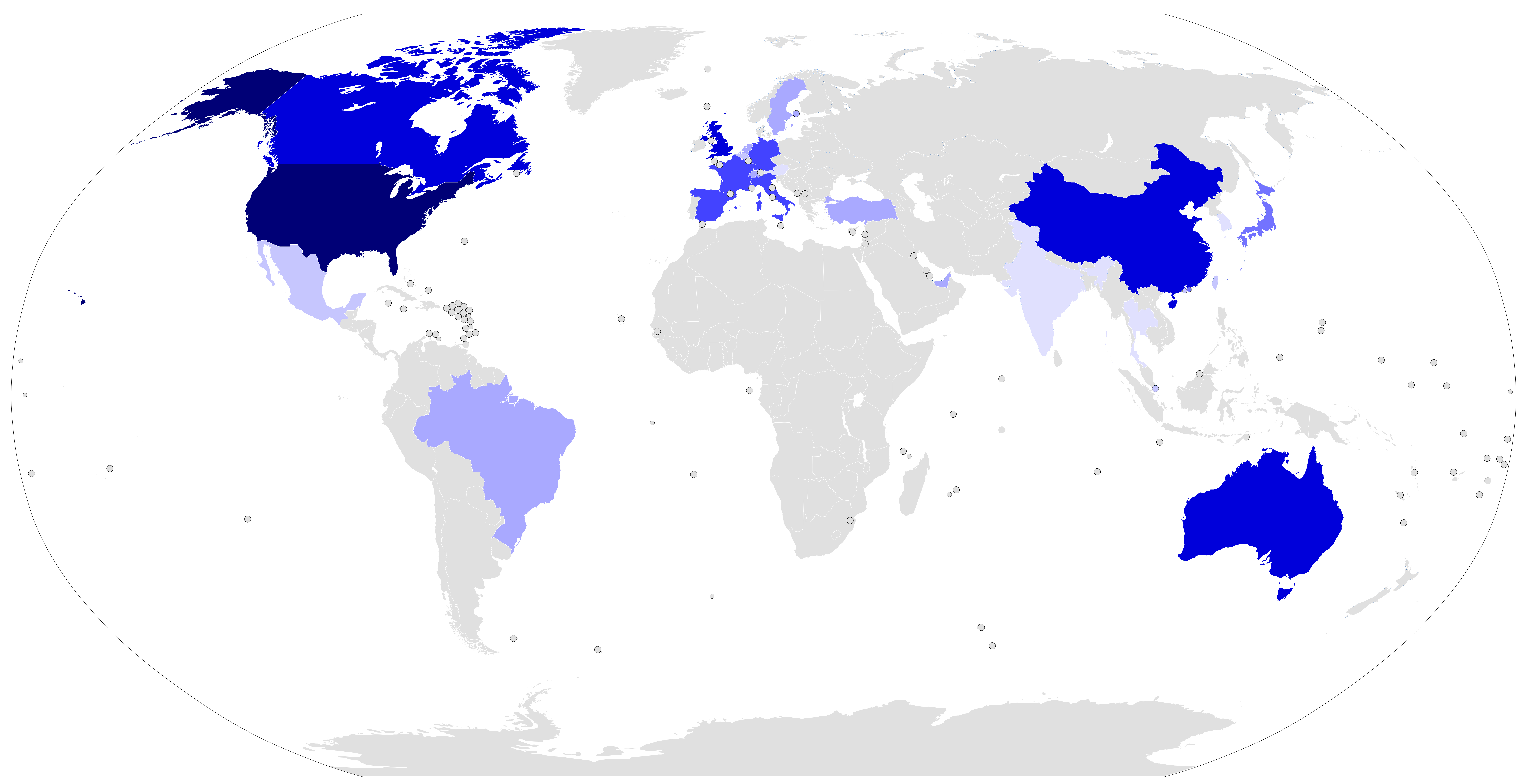
>50 крамниць
21–50 крамниць
11–20 крамниць
6–10 крамниць
2–5 крамниць
1 крамниця
Будівництво/планування

| #   | Країна / Регіон  | Дата відкриття першої крамниці | Місце розташування першої крамниці              | Кількість крамниць | Примітки                                         |
| --- | ---------------- | ------------------------------ | ----------------------------------------------- | ------------------ | ------------------------------------------------ |
| 01. | США              | 19 травня, 2001                | Tysons Corner Center, Вірджинія                 | 216-29*            | [Архівовано 21 жовтня 2017 у Wayback Machine.]   |
| 02. | ”P.R.Ch.”        | 19 липня, 2008                 | Санлітун, Пекін                                 | 61+39*             | [Архівовано 9 листопада 2017 у Wayback Machine.] |
| 03. | Велика Британія  | 20 листопада, 2004             | Ріджент-стріт, Лондон                           | 38+12*             | [Архівовано 8 листопада 2017 у Wayback Machine.] |
| 04. | Канада           | 21 травня, 2005                | Yorkdale Shopping Centre, Торонто               | 29+11*             | [Архівовано 9 листопада 2017 у Wayback Machine.] |
| 05. | Італія           | 31 березня, 2007               | Centro Commerciale Roma Est, Рим                | 17+4*              | [Архівовано 8 листопада 2017 у Wayback Machine.] |
| 06. | Австралія        | 19 червня, 2008                | George Street, Сідней                           | 22*3*              | [Архівовано 8 листопада 2017 у Wayback Machine.] |
| 07. | Швейцарія        | 25 вересня, 2008               | Rue de Rive, Женева                             | 04+1*              | [Архівовано 8 листопада 2017 у Wayback Machine.] |
| 08. | Німеччина        | 6 грудня, 2008                 | 1 Rosenstrasse, Мюнхен                          | 15+5*              | [Архівовано 9 листопада 2017 у Wayback Machine.] |
| 09. | Франція          | 7 листопада, 2009              | Carrousel du Louvre, Париж                      | 20+1*              | [Архівовано 8 листопада 2017 у Wayback Machine.] |
| 10. | Іспанія          | 4 вересня, 2010                | La Maquinista, Барселона                        | 11+9*              | [Архівовано 8 листопада 2017 у Wayback Machine.] |
| 11. | Гонконг          | 24 вересня, 2011               | Міжнародний фінансовий центр                    | 06+4+              | [Архівовано 9 листопада 2017 у Wayback Machine.] |
| 12. | Нідерланди       | 3 березня, 2012                | Hirschbuilding, Leidseplein, Амстердам          | 03+2*              | [Архівовано 9 листопада 2017 у Wayback Machine.] |
| 13. | Швеція           | 15 вересня, 2012               | Täby Centrum, Стокгольм                         | 03.                | [Архівовано 8 листопада 2017 у Wayback Machine.] |
| 14. | Бразилія         | 15 лютого, 2014                | VillageMall, Barra da Tijuca, Ріо-де-Жанейро    | 02+3*              | [Архівовано 8 листопада 2017 у Wayback Machine.] |
| 15. | Туреччина        | 5 квітня, 2014                 | Zorlu Center, Стамбул                           | 02.                | [Архівовано 8 листопада 2017 у Wayback Machine.] |
| 16. | Бельгія          | 19 вересня, 2015               | Avenue de la Toison d’Or, Брюссель              | 1                  | [Архівовано 8 листопада 2017 у Wayback Machine.] |
| 18. | Катар            | 23 вересня, 2026               | Ер-Ріяд                                         | 1+3*               | [Архівовано 15 січня 2019 у Wayback Machine.]    |
| 19. | ОАЕ              | 29 жовтня, 2015                | Mall of the Emirates, Дубай; Yas Mall, Абу-Дабі | 3+1*               | [Архівовано 5 березня 2017 у Wayback Machine.]   |
| 19. | Мексика          | 24 вересня, 2016               | Vía Santa Fe, Мехіко                            | 1+4*               | [Архівовано 8 листопада 2017 у Wayback Machine.] |
| 20. | Сінгапур         | 27 травня, 2017                | Orchard Road                                    | 1+1*               | [Архівовано 8 листопада 2017 у Wayback Machine.] |
| 21. | Республіка Китай | 1 липня, 2017                  | Тайбей 101, Тайбей                              | 1                  | [Архівовано 22 червня 2017 у Wayback Machine.]   |
| 21. | Південна Корея   | 27 січня, 2019                 | Каннамгу, Сеул                                  | 2+*                | [Архівовано 16 січня 2018 у Wayback Machine.]    |
| 22. | Австрія          | 24 лютого, 2018                | Kärntner Straße, Відень                         | 1+1*               | [Архівовано 1 лютого 2018 у Wayback Machine.]    |
| 24. | Індія            | 10 листопада, 2023             | Бенгалуру                                       | 2+8*(11+*)         | [Архівовано 12 лютого 2019 у Wayback Machine.]   |
| 23. | Таїланд          | 10 листопада, 2018             | Iconsiam, Бангкок                               | 1                  | [Архівовано 25 жовтня 2018 у Wayback Machine.]   |
| 25  | ПАР              | 10 листопада, 2025             | Кейптаун                                        | 2+3*               | [Архівовано 5 квітня 2025 у Wayback Machine.]    |